# Capi di governo del Lussemburgo

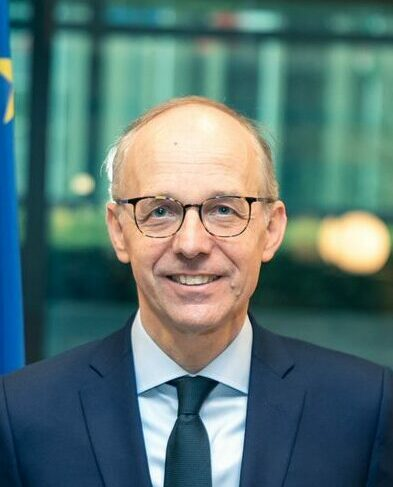
Luc Frieden, attuale Primo Ministro del Lussemburgo dal 17 novembre 2023

Questo è un elenco dei capi del governo del Lussemburgo, dal 1848 ad oggi.
I titoli ufficiali del capo del governo sono stati: Presidente del Consiglio (1848-1857; 1915), Presidente del Governo (1857-1989) e Primo ministro (1989-oggi).

## Periodo pre-partitico
In questo periodo, che va dal 1848, anno di adozione della costituzione, al 1918, il capo del governo era scelto personalmente dal Granduca e normalmente non aveva alcun legame con le fazioni presenti in parlamento.

### Presidenti del Consiglio
| Ritratto      | Ritratto | Nome                                   | Mandato | Mandato                                                          | Mandato                                                         | Sovrani      |
| Ritratto      | Ritratto | Nome                                   | №       | Inizio                                                           | Fine                                                            | Sovrani      |
| ------------- | -------- | -------------------------------------- | ------- | ---------------------------------------------------------------- | --------------------------------------------------------------- | ------------ |
|               |          | Gaspard-Théodore-Ignace de la Fontaine | –       | 1º agosto 1848                                                   | 6 dicembre 1848                                                 | Guglielmo II |
|               |          | Jean-Jacques Willmar                   | –       | 6 dicembre 1848                                                  | 23 settembre 1853                                               | Guglielmo II |
| Guglielmo III |          | Jean-Jacques Willmar                   | –       | 6 dicembre 1848                                                  | 23 settembre 1853                                               |              |
|               |          | Charles-Mathias Simons                 | 1 2 3 4 | 23 settembre 1853 23 settembre 1854 24 maggio 1856 2 giugno 1857 | 23 settembre 1854 24 maggio 1856 2 giugno 1857 29 novembre 1857 |              |

### Presidenti del Governo
| Ritratto       | Ritratto | Nome                   | Mandato       | Mandato | Mandato | Sovrani       |
| Ritratto       | Ritratto | Nome                   | №             | Inizio | Fine | Sovrani       |
| -------------- | -------- | ---------------------- | ------------- | --- | --- | ------------- |
|                |          | Charles-Mathias Simons | 5 6 7 8       | 29 novembre 1857 12 novembre 1858 23 giugno 1859 15 luglio 1859                                                  | 12 novembre 1858 23 giugno 1859 15 luglio 1859 26 settembre 1860                                               | Guglielmo III |
|                |          | Victor de Tornaco      | 1 2 3 4 5 6 7 | 26 settembre 1860 9 settembre 1863 31 marzo 1864 26 gennaio 1866 3 dicembre 1866 14 dicembre 1866 18 giugno 1867 | 9 settembre 1863 31 marzo 1864 26 gennaio 1866 3 dicembre 1866 14 dicembre 1866 18 giugno 1867 3 dicembre 1867 | Guglielmo III |
|                |          | Emmanuel Servais       | 1 2 3 4 5     | 3 dicembre 1867 30 settembre 1869 12 ottobre 1869 7 febbraio 1870 25 maggio 1873                                 | 30 settembre 1869 12 ottobre 1869 7 febbraio 1870 25 maggio 1873 26 dicembre 1874                              | Guglielmo III |
|                |          | Félix de Blochausen    | 1 2 3 4 5 6   | 26 dicembre 1874 26 aprile 1875 8 luglio 1876 6 agosto 1878 21 settembre 1882 12 ottobre 1882                    | 26 aprile 1875 8 luglio 1876 6 agosto 1878 21 settembre 1882 12 ottobre 1882 20 febbraio 1885                  | Guglielmo III |
|                |          | Édouard Thilges        | –             | 20 febbraio 1885                                                                                                 | 22 settembre 1888                                                                                              | Guglielmo III |
|                |          | Paul Eyschen           | 1 2 3 4 5 6   | 22 settembre 1888 26 ottobre 1892 23 giugno 1896 25 ottobre 1905 9 gennaio 1910 3 marzo 1915                     | 26 ottobre 1892 23 giugno 1896 25 ottobre 1905 9 gennaio 1910 3 marzo 1915 11 ottobre 1915                     | Guglielmo III |
| Adolfo         |          | Paul Eyschen           | 1 2 3 4 5 6   | 22 settembre 1888 26 ottobre 1892 23 giugno 1896 25 ottobre 1905 9 gennaio 1910 3 marzo 1915                     | 26 ottobre 1892 23 giugno 1896 25 ottobre 1905 9 gennaio 1910 3 marzo 1915 11 ottobre 1915                     |               |
| Guglielmo IV   |          | Paul Eyschen           | 1 2 3 4 5 6   | 22 settembre 1888 26 ottobre 1892 23 giugno 1896 25 ottobre 1905 9 gennaio 1910 3 marzo 1915                     | 26 ottobre 1892 23 giugno 1896 25 ottobre 1905 9 gennaio 1910 3 marzo 1915 11 ottobre 1915                     |               |
| Maria Adelaide |          | Paul Eyschen           | 1 2 3 4 5 6   | 22 settembre 1888 26 ottobre 1892 23 giugno 1896 25 ottobre 1905 9 gennaio 1910 3 marzo 1915                     | 26 ottobre 1892 23 giugno 1896 25 ottobre 1905 9 gennaio 1910 3 marzo 1915 11 ottobre 1915                     |               |

### Presidente del Consiglio
Il Lussemburgo venne occupato il 2 agosto 1914 dalle truppe tedesche, nel corso della prima guerra mondiale. L'occupazione terminò l'11 novembre 1918.
| Ritratto | Ritratto | Nome              | Mandato | Mandato         | Mandato         | Sovrani        |
| Ritratto | Ritratto | Nome              | №       | Inizio          | Fine            | Sovrani        |
| -------- | -------- | ----------------- | ------- | --------------- | --------------- | -------------- |
|          |          | Mathias Mongenast | –       | 12 ottobre 1915 | 6 novembre 1915 | Maria Adelaide |

### Presidenti del Governo
| Ritratto | Ritratto | Nome           | Mandato | Mandato          | Mandato           | Sovrani        |
| Ritratto | Ritratto | Nome           | №       | Inizio           | Fine              | Sovrani        |
| -------- | -------- | -------------- | ------- | ---------------- | ----------------- | -------------- |
|          |          | Hubert Loutsch | –       | 6 novembre 1915  | 24 febbraio 1916  | Maria Adelaide |
|          |          | Victor Thorn   | –       | 24 febbraio 1916 | 19 giugno 1917    | Maria Adelaide |
|          |          | Léon Kauffman  | –       | 19 giugno 1917   | 28 settembre 1918 | Maria Adelaide |

## Periodo dei partiti
La Camera dei Deputati eletta nel 1918, in cui i principali blocchi politici diedero vita a formali partiti, modificò la costituzione, introducendo il suffragio universale, il sistema proporzionale e limitando i poteri del monarca.
Dalla nascita del sistema partitico, quasi tutti i governi hanno incluso membri di più partiti. Il fatto che i governi si siano fondati su coalizioni di grandi partiti senza troppo fondarsi sulla distinzione delle ideologie ha reso il Lussemburgo una delle democrazie più stabili del mondo.
Tra il 1940 e il 1944 il Lussemburgo fu occupato dalla Germania nazista e governato dai suoi ufficiali. Ciononostante il presidente del governo, in esilio nel Regno Unito, viene considerato il rappresentante legittimo del governo costituzionale del paese per tutto il periodo, anche dopo l'annessione alla Germania nel 1942.

### Presidenti del Governo
Partiti:
  Partito della Destra (PD)
  Partito Nazionale Indipendente (PNI)
  Partito Popolare Cristiano Sociale (CSV)
  Partito Democratico (DP)
| Ritratto          | Ritratto                           | Nome                          | Partito                            | Elezioni                           | Mandato            | Mandato          | Coalizione di Governo | Sovrani        |
| Ritratto          | Ritratto                           | Nome                          | Partito                            | Elezioni                           | Inizio             | Fine             | Coalizione di Governo | Sovrani        |
| ----------------- | ---------------------------------- | ----------------------------- | ---------------------------------- | ---------------------------------- | ------------------ | ---------------- | --------------------- | -------------- |
|                   |                                    | Émile Reuter                  | Partito della Destra               | —                                  | 28 settembre 1918  | 5 gennaio 1920   | PD, LL                | Maria Adelaide |
| Carlotta          |                                    | Émile Reuter                  | Partito della Destra               | —                                  | 28 settembre 1918  | 5 gennaio 1920   | PD, LL                |                |
| 1919              | 5 gennaio 1920                     | Émile Reuter                  | Partito della Destra               | 15 aprile 1921                     | PD, LL             |                  |                       |                |
| 1922              | 15 aprile 1921                     | Émile Reuter                  | Partito della Destra               | 20 marzo 1925                      | PD                 |                  |                       |                |
|                   |                                    | Pierre Prüm                   | Partito Nazionale Indipendente     | 1925                               | 20 marzo 1925      | 16 luglio 1926   | PNI, PRS              |                |
|                   |                                    | Joseph Bech (prima volta)     | Partito della Destra               | 1928, 31                           | 16 luglio 1926     | 11 aprile 1932   | PD, LdG               |                |
| 1934              | 11 aprile 1932                     | Joseph Bech (prima volta)     | Partito della Destra               | 27 dicembre 1936                   | PD, PRL            |                  |                       |                |
| 1937              | 27 dicembre 1936                   | Joseph Bech (prima volta)     | Partito della Destra               | 5 novembre 1937                    | PD, PRL            |                  |                       |                |
| 1937              |                                    |                               | Pierre Dupong                      | Partito della Destra               | 5 novembre 1937    | 7 febbraio 1938  | PD, POL, PRL          |                |
| 1937              | 7 febbraio 1938                    | 6 aprile 1940                 | Pierre Dupong                      | Partito della Destra               | PD, POL            |                  |                       |                |
| 1937              | 6 aprile 1940                      | 10 maggio 1940                | Pierre Dupong                      | Partito della Destra               | PD, POL            |                  |                       |                |
| —                 | 10 maggio 1940                     | 23 novembre 1944              | Pierre Dupong                      | Partito della Destra               | Governo in esilio  |                  |                       |                |
|                   | Partito Popolare Cristiano Sociale | —                             | Pierre Dupong                      | 23 novembre 1944                   | 23 febbraio 1945   | CSV, LSAP        |                       |                |
| —                 | Partito Popolare Cristiano Sociale | 23 febbraio 1945              | Pierre Dupong                      | 21 aprile 1945                     | CSV, LSAP          |                  |                       |                |
| —                 | Partito Popolare Cristiano Sociale | 21 aprile 1945                | Pierre Dupong                      | 14 novembre 1945                   | CSV, LSAP          |                  |                       |                |
| 1945              | Partito Popolare Cristiano Sociale | 14 novembre 1945              | Pierre Dupong                      | 29 agosto 1946                     | CSV, LSAP, GD, KPL |                  |                       |                |
| 1945              | Partito Popolare Cristiano Sociale | 29 agosto 1946                | Pierre Dupong                      | 1º marzo 1947                      | CSV, LSAP, GD, KPL |                  |                       |                |
| 1945              | Partito Popolare Cristiano Sociale | 1º marzo 1947                 | Pierre Dupong                      | 14 luglio 1948                     | CSV, LSAP, GD      |                  |                       |                |
| 1948              | Partito Popolare Cristiano Sociale | 14 luglio 1948                | Pierre Dupong                      | 3 luglio 1951                      | CSV, LSAP, GD      |                  |                       |                |
| 1951              | Partito Popolare Cristiano Sociale | 3 luglio 1951                 | Pierre Dupong                      | 23 dicembre 1953                   | CSV, LSAP          |                  |                       |                |
| 1951              |                                    |                               | Joseph Bech (seconda volta)        | Partito Popolare Cristiano Sociale | 29 dicembre 1953   | 29 giugno 1954   | CSV, LSAP             |                |
| 1954              | 29 giugno 1954                     | 29 marzo 1958                 | Joseph Bech (seconda volta)        | Partito Popolare Cristiano Sociale | CSV, LSAP          |                  |                       |                |
|                   |                                    | Pierre Frieden                | Partito Popolare Cristiano Sociale | 1959                               | 29 marzo 1958      | 23 febbraio 1959 | CSV, LSAP             |                |
|                   |                                    | Pierre Werner (prima volta)   | Partito Popolare Cristiano Sociale | 1959                               | 2 marzo 1959       | 15 luglio 1964   | CSV, LSAP, DP         |                |
| 1964              | 15 luglio 1964                     | Pierre Werner (prima volta)   | Partito Popolare Cristiano Sociale | 3 gennaio 1967                     | CSV, LSAP          |                  |                       |                |
| 1964              | 15 luglio 1964                     | Pierre Werner (prima volta)   | Partito Popolare Cristiano Sociale | 3 gennaio 1967                     | CSV, LSAP          | Giovanni         |                       |                |
| 1964              | 3 gennaio 1967                     | Pierre Werner (prima volta)   | Partito Popolare Cristiano Sociale | 6 febbraio 1969                    | CSV, LSAP          |                  |                       |                |
| 1968              | 6 febbraio 1969                    | Pierre Werner (prima volta)   | Partito Popolare Cristiano Sociale | 5 luglio 1971                      | CSV, DP            |                  |                       |                |
| 1968              | 5 luglio 1971                      | Pierre Werner (prima volta)   | Partito Popolare Cristiano Sociale | 19 settembre 1972                  | CSV, DP            |                  |                       |                |
| 1968              | 19 settembre 1972                  | Pierre Werner (prima volta)   | Partito Popolare Cristiano Sociale | 15 giugno 1974                     | CSV, DP            |                  |                       |                |
|                   |                                    | Gaston Thorn                  | Partito Democratico                | 1974                               | 15 giugno 1974     | 21 luglio 1976   | DP, LSAP              |                |
| 21 luglio 1976    | 16 settembre 1977                  | Gaston Thorn                  | Partito Democratico                | 1974                               | DP, LSAP           |                  |                       |                |
| 16 settembre 1977 | 16 luglio 1979                     | Gaston Thorn                  | Partito Democratico                | 1974                               | DP, LSAP           |                  |                       |                |
|                   |                                    | Pierre Werner (seconda volta) | Partito Popolare Cristiano Sociale | 1979                               | 16 luglio 1979     | 3 marzo 1980     | CSV, DP               |                |
| 3 marzo 1980      | 22 novembre 1980                   | Pierre Werner (seconda volta) | Partito Popolare Cristiano Sociale | 1979                               | CSV, DP            |                  |                       |                |
| 22 novembre 1980  | 21 dicembre 1982                   | Pierre Werner (seconda volta) | Partito Popolare Cristiano Sociale | 1979                               | CSV, DP            |                  |                       |                |
| 21 dicembre 1982  | 20 luglio 1984                     | Pierre Werner (seconda volta) | Partito Popolare Cristiano Sociale | 1979                               | CSV, DP            |                  |                       |                |
|                   |                                    | Jacques Santer                | Partito Popolare Cristiano Sociale | 1984                               | 20 luglio 1984     | 14 luglio 1989   | CSV, LSAP             |                |

### Primi ministri
Partiti:
  Partito Popolare Cristiano Sociale (CSV)
  Partito Democratico (DP)
| Ritratto        | Ritratto        | Nome            | Partito                            | Elezioni                           | Mandato          | Mandato         | Coalizione di Governo | Sovrani  |
| Ritratto        | Ritratto        | Nome            | Partito                            | Elezioni                           | Inizio           | Fine            | Coalizione di Governo | Sovrani  |
| --------------- | --------------- | --------------- | ---------------------------------- | ---------------------------------- | ---------------- | --------------- | --------------------- | -------- |
|                 |                 | Jacques Santer  | Partito Popolare Cristiano Sociale | 1989                               | 14 luglio 1989   | 9 dicembre 1992 | CSV, LSAP             | Giovanni |
| 9 dicembre 1992 | 13 luglio 1994  | Jacques Santer  | Partito Popolare Cristiano Sociale | 1989                               | CSV, LSAP        |                 |                       | Giovanni |
| 1994            | 13 luglio 1994  | Jacques Santer  | Partito Popolare Cristiano Sociale | 26 gennaio 1995                    | CSV, LSAP        |                 |                       | Giovanni |
| 1994            |                 |                 | Jean-Claude Juncker                | Partito Popolare Cristiano Sociale | 26 gennaio 1995  | 4 febbraio 1998 | CSV, LSAP             | Giovanni |
| 1994            | 4 febbraio 1998 | 7 agosto 1999   | Jean-Claude Juncker                | Partito Popolare Cristiano Sociale | CSV, LSAP        |                 |                       | Giovanni |
| 1999            | 7 agosto 1999   | 31 luglio 2004  | Jean-Claude Juncker                | Partito Popolare Cristiano Sociale | CSV, DP          |                 |                       | Giovanni |
| 1999            | 7 agosto 1999   | 31 luglio 2004  | Jean-Claude Juncker                | Partito Popolare Cristiano Sociale | CSV, DP          | Enrico          |                       |          |
| 2004            | 31 luglio 2004  | 23 luglio 2009  | Jean-Claude Juncker                | Partito Popolare Cristiano Sociale | CSV, LSAP        |                 |                       |          |
| 2009            | 23 luglio 2009  | 4 dicembre 2013 | Jean-Claude Juncker                | Partito Popolare Cristiano Sociale | CSV, LSAP        |                 |                       |          |
|                 |                 | Xavier Bettel   | Partito Democratico                | 2013                               | 4 dicembre 2013  | 5 dicembre 2018 | DP, LSAP, DG          |          |
| 2018            | 5 dicembre 2018 | Xavier Bettel   | Partito Democratico                | 17 novembre 2023                   | DP, LSAP, DG     |                 |                       |          |
|                 |                 | Luc Frieden     | Partito Popolare Cristiano Sociale | 2023                               | 17 novembre 2023 | in carica       | CSV, DP               |          |